# Junji Nishizawa
Pour les articles homonymes, voir Nishizawa.
Junji Nishizawa (西澤 淳二, Nishizawa Junji) est un footballeur japonais né le 10 mai 1974.